# Synallaxe à collier
Synallaxis stictothorax
Espèce
Statut de conservation UICN

 LC  : Préoccupation mineure
Le Synallaxe à collier (Synallaxis stictothorax) est une espèce de passereaux de la famille des Furnariidae.

## Répartition
Cet oiseau peuple l'ouest de l'Équateur et le nord-ouest du Pérou.

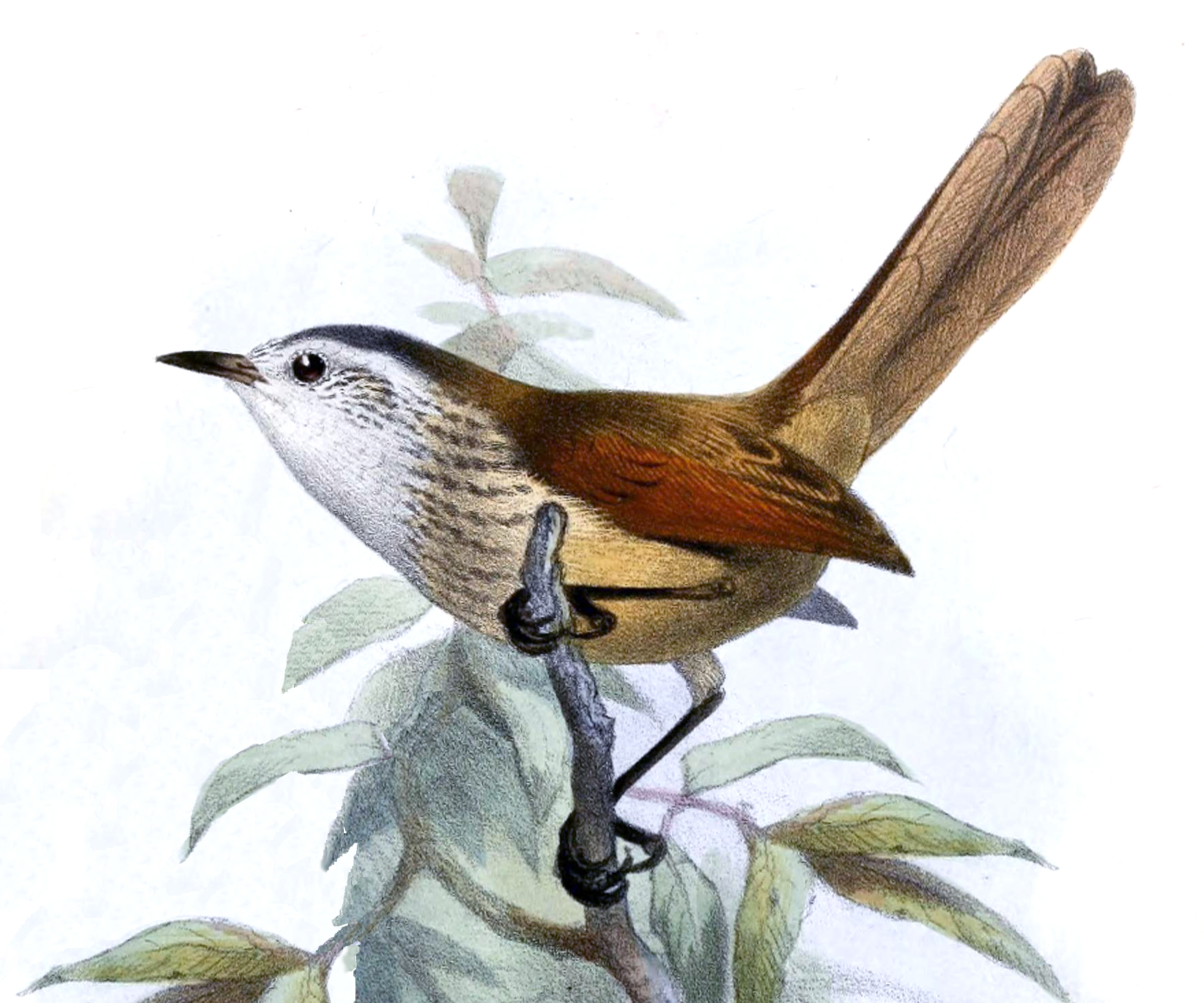